# Oxford
 For alternative betydninger, se Oxford (flertydig). (Se også artikler, som begynder med Oxford)
Oxford (/ˈɒksfərd/) er en by i Storbritannien og grevskabshovedstad (County town) i Oxfordshire i regionen South East England. Byen, der er kendt for sit universitet med rødder i middelalderen, har en befolkning på 165.000 med 153.900 boende inden for distriktsgrænsen. Floderne Cherwell og Themsen løber gennem Oxford og mødes syd for bycentret. På cirka 16 kilometer omkring Oxford kaldes Themsen for Isis.
Bygningerne i Oxford demonstrerer alle engelske arkitekturperioder siden saksernes ankomst. Oxford er kendt som The city of dreaming spires ("De drømmende spirs by"), et udtryk som blev introduceret af poeten Matthew Arnold med henvisning til Oxfords universitetsbygningers harmoniske arkitektur. Oxford Universitet, der formelt hedder University of Oxford, er det næstældste universitet i verden og det ældste i den engelsktalende verden.

## Historie

### Middelalderen og tiden før
Området omkring Oxford blev for første gang bosat i saksernes tid og blev i første omgang benævnt som Oxenforda, der betyder oksernes vadested (eng. Ford of the Oxen); på daværende tidspunkt var vadesteder mere udbredte end broer. Grunden til navnet er, at der omkring år 900 blev lavet et vadested for okser i området. I det 10. århundrede blev Oxford en vigtig militær grænseby mellem kongerigerne Mercia og Wessex, og byen blev i flere tilfælde angrebet af danerne.
Byen blev hårdt ramt af den normanniske erobring af England i 1066. Efter erobringen fik byen en guvernør, Robert D'Oyly, der beordrede opførelsen af Oxford Castle for at understrege det normanniske herredømme over området. Borgen blev aldrig brugt til militære formål og står i Oxford den dag i dag. D'Oyly opbyggede også et klostersamfund omkring borgen bestående af et kapel og bosteder for munke (St George in the Castle). Klostersamfundet udviklede sig aldrig stort, men det fik sin plads i historien som et af de ældste formelle uddannelsessteder i Oxford. Det var der, at Geoffrey af Monnmouth i 1139 skrev History of the Kings of Britain, en kompilation af arthurske legender.
Oxfords prestige blev endnu større, da Henrik 2. gav byens borgere samme privilegier, som kongerigets hovedstad havde. Derudover blev flere vigtige religiøse bygninger bygget i eller nær byen. Kong Johns barnebarn havde desuden genetableret Rewley Abbey for Cistercienserordenen. Klosterbrødre af forskellige andre ordener fik også bygninger af varierende vigtighed. Beslutningsgyldige møder blev også ofte holdt i byen i det 13. århundrede. Oxfordbestemmelserne blev iværksat af en gruppe baroner under ledelse af Simon de Montford; disse bestemmelser regnes af nogle for at være Englands første nedskrevne forfatning.
University of Oxford blev for første gang nævnt i dokumenter fra det 12. århundrede. Mens universitetet udvikledes, boede studerende hvor og hvordan de ville, og det var grunden til, at en regel om, at alle studerende skulle residere i godkendte sale, blev indført. Ud af de hundrede haller, der var rundt omkring i byen, er det kun St Edmund Hall (bygget 1225), der stadig er der i dag. Det var de nye kollegier, der satte en stopper for udviklingen af særskilte haller. Oxfords ældste kollegier er University College (1249), Balliol (1263) og Merton (1264). Disse kollegier blev bygget, da europæerne startede med at oversætte græske filosoffers skrifter. Disse skrifter udfordrede de europæiske ideologier og inspirerede til videnskabelige opdagelser og udvikling i kunsten – alt imens verdenssamfundet begyndte at se sig selv fra en anden vinkel. De førnævnte kollegier i Oxford var støttet af Kirken med formålet at forene græsk filosofi med kristen teologi. Forholdet mellem studerende og ikke-studerende i byen var på flere tidspunkter anstrengt – 93 studerende og 93 ikke-studerende blev dræbt i St Scholastika-optøjerne i 1355.

### Renæssancen
Svedesygeepidemien i 1517 var meget ødelæggende for Oxford og Cambridge, hvor den dræbte halvdelen af begge byers indbyggere – herunder mange studerende og universitetsundervisere.
Christ Church-katedralen er unik med hensyn til, at den både er et kollegiekapel og en katedral i én bygning. Oprindeligt blev Priory Church of St Frideswide udvidet og indlemmet i den oprindelige Cardinal's College kort før dens åbning som Christ Church i 1546. Efter denne sammenlægning har den fungeret som katedral for Oxford Stift.
Oxfordmartyrernes retssag foregik i Oxford i 1555, og det var på det sted, der i dag er Broad Street, at de én efter én blev brændt på bålet anklaget for kætteri på grund af deres tro og lære. De tre martyrer var Hugh Latimer, Nicholas Ridley samt ærkebiskop af Canterbury, Thomas Cranmer. Martyrs' Memorial står nær henrettelsesstedet, rundt om hjørnet til North på St. Giles.

### Barokken
Under Den Engelske Borgerkrig, helt præcist i 1642, husede Oxford Kong Karl 1.'s residens, efter kongen var blevet udvist fra London – også selvom der i Oxford var stor støtte til rundhovederne, dvs. det engelske parlaments støtter. Byen ydede støtte til de parlamentaristiske kræfter under ledelse af general Fairfax ved Belejringen af Oxford i 1646. Byen husede også Kong Karl 2.'s residens under Pesten i London fra 1665-1666. På trods af modvillighed mod dette blev kongen tvunget til at flygte, da epidemien kom for tæt på byen. Oxford var hærget af to store brande i 1644 og 1671.
I 1790 forband Oxford-kanalen byen med Coventry. The Duke's Cut færdiggjordes i 1789 af Hertugen af Marlborough for at forbinde den nye kanal med Themsen, og i 1796 byggede Oxford Canal Company dets egen forbindelse til Themsen: Isis Lock. Da Great Western Railway blev opført i 1844 blev Oxford forbundet med London Dodcot og Reading af en jernbane; andre jernbaneforbindelser blev senerehen opført.

### 1800-tallet
I det 19. århundrede rejste Oxfordbevægelsen i den anglikanske kirke opmærksomhed om Oxford som en centrum for en ny teologisk tankegang. Oxfordbevægelsen forsøgte at implementere flere katolske skikke i den anglikanske kirke.
Oxford Rådhus blev bygget af Henry T. Hare; den første sten blev lagt den 6. juli 1893 og åbnet af den senere kong Edward VII den 12. maj 1897. Området omkring rådhuset har været sæde for det lokale byråd siden opførelsen af Guild Hall i 1292, og selvom byen er ledet af en Lord Mayor, er Oxford Rådhus stadigvæk kaldet Town Hall (dansk: Rådhus).

### Den industrielle revolution og moderne tid
I de tidlige år af det 20. århundrede oplevede Oxford hastig befolknings- og industriudvikling – herunder udskrivnings- og bogudgivelsesindustrien i 1920'erne. I det årti oplevede befolkningen en stor omvæltning, da William Morris etablerede Morris Motor Company for at masseproducere biler i Cowley i den sydøstlige del af byen. I de tidlige 1970'ere arbejdede over 20.000 i Cowley på de store Morris Motors- og Pressed Steel Fisher-fabrikker. På daværende tidspunkt var byen delt op i to dele: "universitetsbyen" vest for Magdalen Bridge og "bilbyen" øst for broen. Cowley led massive jobtab i 1980'erne og 1990'erne på grund af nedgangen for British Leyland, men producerer i dag New MINI og BMW i mindre skala. En stor del af den oprindelige bilfabrik i Cowley blev revet ned i 1990'erne, og stedet huser i dag Oxford Business Park.
Den voldsomme tilstrømning af arbejdskraft til bilfabrikkerne og hospitalerne, den seneste indvandring fra Sydasien og et stort antal studenter har givet Oxford en bemærkelsesværdig kosmopolitisk karakter – især i Headington- og Cowley Road-forstæderne, hvor der er mange barer, caféer, restauranter, klubber, etniske butikker og fast food-restauranter. Oxford er en af de mest multikulturelle byer i Storbritannien ifølge en optælling i 2005, som viser, at 27% af befolkningen stammer fra ikke-etniske minoritetsgrupper – herunder 16,2% fra ikke-hvide etniske minoritetsgrupper. Disse tal inkluderer ikke den seneste indvandring på over 10.000 mennesker fra udlandet, der er registreret i den britiske sygeforsikringsdatabase i 2005/06 og 2006/07.
Den 6. maj 1954 blev Roger Bannister, en 25-årig medicinstuderende, den første, der certificeret fuldførte drømmemilen ved Iffley Road. Selvom Bannister tidligere har studeret ved University of Oxford, studerede han på daværende tidspunkt ved St Mary's Hospital Medical School i London.
Oxfords andet universitet, Oxford Brookes University, tidligere kendt som Oxford School of Art og senere hen Oxford Polytechnic, ligger ved Headington Hill, blev grundlagt i 1991 og de seneste 10 år givet titlen som det bedste nye universitet i Storbritannien. Det er navngivet til ære for byens grundlæggende rektor, John Henry Brookes.

## Geografi
Oxfords geografiske koordinater er 51°45′07″N 1°15′28″V / 51.75194°N 1.25778°V (ved Carfax Tower, der normalt betegnes som bycentret).

### Klima
Oxford har et tempereret kystklima ("Cfb" i Köppens klimaklassifikation). Nedbøren er fordelt forholdsvist ligeligt over hele året og skyldes for det meste vejrsystemer fra Atlanterhavet. Den laveste registrerede temperatur nogensinde i Oxford var -16,6 °C i januar 1982, og den højeste var 35,6 °C i august 2003 under den europæiske hedebølge i 2003.
Der er spekulationer om, hvorvidt klimaforandringer er skyld i, at temperaturen stiger, og at der bliver mindre nedbør om sommeren og mere om vinteren i Oxford.
De gennemsnitlige vejrforhold i boksen herunder er udarbejdet ud fra data fra Radcliffe Meteorogical Station. Det er de længste vedvarende vejrmålinger af temperatur og nedbør i Storbritannien; de strækker sig tilbage til 1815. De ældste uregelmæssige målinger af nedbør, skydække og temperatur i området blev foretaget tilbage i 1767.
| Vejr for Oxford | Vejr for Oxford | Vejr for Oxford | Vejr for Oxford | Vejr for Oxford | Vejr for Oxford | Vejr for Oxford | Vejr for Oxford | Vejr for Oxford | Vejr for Oxford | Vejr for Oxford | Vejr for Oxford | Vejr for Oxford | Vejr for Oxford |
| | Jan             | Feb             | Mar             | Apr             | Maj             | Jun             | Jul             | Aug             | Sep             | Okt             | Nov             | Dec             | År              |
| --- | --------------- | --------------- | --------------- | --------------- | --------------- | --------------- | --------------- | --------------- | --------------- | --------------- | --------------- | --------------- | --------------- |
| Gennemsnitlig maks °C | 6,8             | 7,4             | 10,1            | 13              | 16,7            | 19,8            | 21,7            | 21,2            | 18,5            | 14,2            | 9,8             | 7,4             | 13,9            |
| Gennemsnitlig °C | 3,7             | 4,2             | 5,7             | 8,3             | 11,6            | 14,8            | 16,5            | 16,1            | 13,6            | 10              | 6,4             | 4,5             | 9,6             |
| Gennemsnitlig min °C | 1,4             | 1,4             | 2,5             | 4,3             | 7,2             | 10,2            | 12,2            | 11,9            | 9,8             | 6,8             | 3,8             | 2,1             | 6,1             |
| Gennemsnitlig nedbør mm | 52,6            | 41              | 41,1            | 43,9            | 50,6            | 53,3            | 59,5            | 58,3            | 60,3            | 65,3            | 61,8            | 55,8            | 643,5           |
| Kilde (9. juli 2011): Radcliffe Meteorological Station (data fra perioden 1881-2004, månedtlig gnmstl.temp. dog 1815-2004, nedbør 1767-2004) |                 |                 |                 |                 |                 |                 |                 |                 |                 |                 |                 |                 |                 |

## Økonomi
Oxford-forstaden Cowley har en lang historie med bilproduktion, og BMW MINI produceres i dag dér.

### Bryggeri
Oxford har også en lang historie med ølbryggeri. Adskillige kollegier havde private bryggerier – et af disse, på Brasenose, fungerede indtil 1889. I det 16. århundrede var bryggeri- og maltproduktion de mest populære virksomhedsformer i byen. Der var bryggerier på Brewers Street og Paradise Street nær Castle Mill Stream.
Opførelsen af Oxfords jernbaneforbindelser efter 1840'erne og den store udvidelse af Oxfords størrelse bidrog til en forstærket bryggerihandel. Disse jernbaner udvidede horisonterne for ølbryggerne, da de muliggjorde handel længere væk fra byen. I 1874 var der ni bryggerier i Oxford og 13 ølforhandlere, der solgte øl andetstedsfra. De ni lokale bryggerier var: Flowers & Co på Cowley Road, Hall's St Giles Brewery, Hall's Swan Brewery (se nedenfor), Hanley's City Brewery på Queen Street, Le Mills's Brewery i St. Ebbes, Morrell's Lion Brewery på St Thomas Street (se nedenfor), Simonds's Brewery på Queens Street, Weaving's Eagle Brewery (til 1869 kendt som Eagle Steam Brewery) på Park End Street og Wotten and Cole's St. Clement's Brewery.
The Swan's Nest Brewery, senere Swan Brewery, blev grundlagt i det tidlige 18. århundrede på Paradise Street og blev i 1795 overtaget af Willam Hall. Bryggeriet blev kendt som Hall's Oxford Brewery, og den overtog senere andre lokale bryggerier. Hall's Brewery blev overtaget af Samuel Allsopp & Sons i 1926 og stoppede derved bryggeriet i Oxford.
Morrell's, Oxford største regionale bryggeri – dvs. et gammelt bryggeri, der tilbyder øl på pubber i en given geografisk region – blev grundlagt i 1743 af Richard Tawney. De startede et samarbejde med Mark and James Morell i 1782, og de blev derefter ejerne. Efter en bitter familiestrid blev dette bryggeri lukket i 1998. Bryggeriets navn blev overtaget af Thomas Hardy Burtonwood Bood brewery, mens de 132 pubber, der var bundet til Morrell's, blev købt af Michael Cannon, ejeren af den amerikanske hamburgerkæde Fuddruckers gennem en ny virksomhed: Morrells of Oxford. De nye ejere solgte de fleste af pubberne til Greene King i 2002. The Lion Brewey blev konverteret til luksuslejligheder i 2002.
Bear Inn er en af landets ældste pubs, og den kan føres tilbage til 1242.

### Klokkestøbning
Taylor-familien fra Loughborough havde en klokkestøbevirksomhed i Oxford mellem 1786 og 1854.

## Underholdningsmuligheder

### Shopping
- Broad Street
- Clarendon Shopping Centre
- Cornmarket Street
- George Street
- Golden Cross
- The High Street
- Little Clarendon Street
- Queen Street
- The Covered Market
- Turl Street
- Westgate Shopping Centre
- Oxford Castle
- Gloucester Green

Udenfor bycentret
- Banbury Road, Summertown
- Botley Road
- Cowley Retail Park, Cowley
- Cowley Road
- Iffley Road
- London Road, Headington, Oxford
- North Parade
- St. Clements
- Templars Square shopping centre, Cowley
- Walton Street, Jericho
- New Botley

### Teatre og biografer
- Burton Taylor Theatre, Worcester Street
- New Theatre, George Street
- Odeon Cinema, George Street
- Odeon Cinema, Magdalen Street
- Old Fire Station Theatre, George Street
- Oxford Playhouse, Beaumont Street
- Pegasus Theatre, Magdalen Road
- O'Reilly Theatre, Blackhall Road
- Phoenix Picturehouse, Walton Street
- Ultimate Picture Palace, Cowley Road
- Vue Cinema, Grenoble Road

## Seværdigheder
Oxford har mange turistattraktioner, hvoraf mange tilhører universitetet og dets kollegier. Bycentret har mange berømte bygninger – herunder Carfax Tower og University Church og St Mary the Virgin – begge tilbyder udkig over byen i de respektive seværdigheders tårne. Mange turister shopper på den historiske Covered Market. Om sommeren er punting på Themsen/Isis og Cherwell også populær.

### University of Oxford
University of Oxford er et af verdens mest berømte universiteter, og mange akademikere kommer til Oxford fra hele verden.

### Bycentret
Samtidig med at være et samlingssted for turister (9,1 mio. i 2008, lignende tal i 2009) har Oxfords bycentrum mange butikker, adskillige teatre og en isskøjtebane. De historiske bygninger gør desuden stedet til et populært filmoptagelsessted.
Bycentret er relativt småt, og dets midte er Carfax, et vejkryds hvorfra Cornmarket Street, Queen Street, St Aldate's og High Street går. Cornmarket og Queen Street er hjemsted for Oxfords diverse butikskæder og et mindre antal uafhængige butikker, hvoraf Boswells, der blev grundlagt i 1738, er den ældste. St Aldate's har få butikker men adskillige lokale byrådsbygninger, herunder Town Hall, politistationen og lokale byrådskontorer. The High (ordet street i The High Street er ofte udeladt i daglig tale) er den længste af de fire gader og har et stort antal af uafhængige butikker og luksusbutikker, men mest af alt universitets- og kollegiebygninger.
Der er to butikscentre i bycentret: The Clarendon Centre og The Westgate Centre. The Westgate Centre er navngivet efter den oprindelige West Gate (dansk: Vesterport) i bymuren og er placeret i den vestlige ende af Queen Street. Det er ret småt og huser forskellige kædebutikker og et supermarked. Der er planer om en renovering af bycentret med tredobling af størrelsen til ca. 70.000 kvm, en ny underjordisk parkeringsplads med plads til 1.335 biler og 90 nye butikker og barer – herunder en 21.000 kvm stor John Lewis Partnership-butik.
Blackwell's Bookshop er en stor boghandler, der påstår, at de huser det største rum til salg af bøger i Europa, Norrington Room på 10.000 kvadratfod.

### Andre seværdigheder
- Ashmolean Museum
- Bodleian Library
- Christ Church Cathedral, Oxford
- The Headington Shark
- Modern Art Oxford
- Museum of the History of Science
- Oxford Botanic Garden
- Pitt Rivers Museum
- Sheldonian Theatre
- St. Mary The Virgin Church

### Parker og stier
Oxford er en grøn by med adskillige parker og naturstier inden for ringvejen såvel som uden for ringvejen. I alt er der 28 parker indenfor ringvejen, herunder:
- University Parks
- Mesopotamia
- Rock Edge Nature Reserve
- Lye Valley
- South Parks
- C. S. Lewis Nature Reserve
- Shotover Nature Reserve
- Port Meadow

## Renovering af byområderne
Renoveringen af Westgate-området er kun en del af en større renovering foreslået af byrådet. Denne større renovering omfatter en total ombygning af bycentret i Oxford for at gøre det nemmere for fodgængere at færdes deri. 
En af hovedpunkterne i planen var at gøre Queen Street til en gågade og fjerne busstopstederne fra gaden. Dette skete i 2009.
Forvandlingen af George Street og Magdalen Street til gågader skulle ske i sommeren 2010, og fjernelse af trafikken fra Broad Street skulle ske så hurtigt som muligt. Ingen af disse planer er endnu blevet til realitet.
I 2011 lagde motorvejsingeniører planer for en ombygning af Frideswide Square-vejkrydsene nær jernbanestationen. Disse planer omfattede fjernelse af lyskrydset til fordel for rundkørsler.

## Transport

### Luft
Udover at være tæt på større lufthavne i området er Oxford betjent af den nærliggende London Oxford Airport i Kidlington. Lufthavnen har sæsonafhængige flyvninger til Geneve og Rom med flyselskabet Flybaboo samt til Jersey med CityJet. Lufthavnen er desuden hjemsted for Oxford Aviation Academy, et passagerpilotstræningscenter, og adskillige privatflyselskaber.

### Busser
De fleste buslinjer i Oxford er betjent af Oxford Bus Company og Stagecoach Oxfordshire. Af andre busselskaber kan nævnes Thames Travel, Arriva Shires & Essex og adskillige andre mindre selskaber.
Oxford har 5 park and ride-anlæg med busforbindelser til bycentret:
- Peat Tree (bus 300)
- Redbridge (bus 300)
- Seacourt (bus 400)
- Thornhill (bus 400)
- Water Eaton (bus 500)

Der er derudover busforbindelser til John Radcliffe Hospital (fra Thornhill/Water Eaton) og til Churchill- og Nuffield-hospitalerne (fra Thornhill).
Hybridbusser, der bruger elektricitet og en lille dieselgenerator til at køre med, blev indfaset i drift på Stagecoach Oxfordshires rute 1 (Cowley, Blackbird Leys) den 15. juli 2010. Andre ruter fulgte efter.

### Rutebusser
Der er hyppige busafgange til London. The Oxford Express til London er opereret af Oxford Bus Company. Oxford Tube til samme destination er opereret af Stagecoach Oxfordshire. Oxford Bus Company tilbyder desuden lufthavnstransport til Heathrow og Gatwick.
Der er en busstation i Gloucester Green, som primært bruges af London- og lufthavnsbusser, National Express-rutebusser og andre langdistancebusser, herunder rute X5 til Cambridge.

### Jernbaner
I 1844 forbandt Great Western Railway Oxford med London Paddington via Didcot og Reading. I 1851 åbnede London and North Western Railway-rute fra Oxford til London Euston via Bicester, Bletchley og Watford, og i 1864 åbnede en tredje rute, også til London Paddington, men kørte dog gennem Thame, High Wycombe og Maidenhead. Denne rute blev forkortet i 1906 ved en åbning af en direkte rute mellem High Wycombe og London Paddington via Denham. Distancen mellem Oxford og London var 125,5 km gennem Bletchley, 102,2 km via Didcot og Reading, 101,8 km via Thame og Maidenhead, og 89,7 km gennem Denham. I dag er kun ruten gennem Didcot i brug på sin fulde længde, selvom dele af de andre ruter stadig findes.
Der var også ruter til nord og vest. Ruten til Banbury åbnede i 1850 og blev forlænget til Birmingham i 1852. En rute til Worcester åbnede i 1853. Et spor til Witney åbnede i 1862 og blev udvidet til Fairford i 1873. Ruten til Witney og Fairford lukkede i 1962.
Oxford havde tre større jernbanestationer. Den første åbnede i Grandpont i 1844, men det var en endestation, der var besværlig for ruter til nord. Grandpont blev erstattet af den nuværende Oxford jernbanestation ved Park End Street i 1852 samtidig med åbningen af ruten til Birmingham. En anden endestation ved Rewley Road åbnede i 1851 for at betjene Bletchley-ruten, men lukkede i 1951. Der var også et antal af andre jernbanestationer til lokale ruter; disse stationer er i dag lukket.
Oxford jernbanestation er placeret ca. 1 km fra bycentret. Stationen betjener adskillige ruter, herunder CrossCountry så langt som til Manchester og Edinburgh, First Great Western (der er stationens operatør) til London og andre destinationer, samt lejlighedsvis Chiltern Railways til Birmingham. Oxford er skiftestationen for en forbindelse til Bicester, som på nuværende tidspunkt bliver udvidet til at danne East-West Rail Link til Milton Keynes, en rute, der gør det muligt ikke at passere London.

### Floder og kanaler
Oxford var historisk en vigtig havn på Themsen; denne del af Themsen hedder Isis. Oxford-Burcot-komissionen forsøgte i det 17. århundrede af forbedre navigationen til Oxford. Iffley- og Osney-slusen ligger indenfor bygrænserne. I det 18. århundrede blev Oxford-kanalen bygget for at forbinde Oxford med Midlands.
Kommerciel trafik banede vejen for rekreationel brug af kanalen og floden. Oxford var den oprindelige base for Salters Steamers, og der er regelmæssige ruter fra Folly Bridge til Abingdon. 

### Veje

#### A-veje (større veje)
Byen har en ringvej bestående af A34, A40, A4142 og A523. For det meste har den en tosporet kørebane. Den blev færdigbygget i 1966.
De større veje, der leder ud af Oxford er:
- A34 til Bicester, M40, Birmingham og Manchester i nord, samt Didcot, Newbury og Winchester i syd.
- A40 til London og High Wycombe i øst, samt Cheltenham, Gloucester og Sydwales i vest.
- A44, der starter i Oxford og leder til Worcester, Hereford og Aberystwyth.
- A420, der også starter i Oxford, men leder til Bristol via Swindon og Chippenham.

#### Motorveje
Byen betjenes af M40-motorvejen, der forbinder London med Birmingham. M40 nærmede sig Oxford i 1975 (den første del gennem Buckinghamshire åbnede i 1967) og gik fra London til Waterstock, hvor A40 fortsatte til Oxford. Da M40-udvidelsen til Birmingham blev færdigbygget i januar 1991, blev en mil (ca. 1,5 km) af motorvejen en forgrening, mens udvidelsen buede kraftigt mod nord. M40 kommer ikke tættere på end 16 km fra bycentret, da den buer øst for Otmoor. M40 møder A34 nord for Oxford, og sidstnævnte vej er nu delt i to dele ved, at A34 genopstår nær Solihull, mens A41 (der tidligere gik gennem Banbury og Warwick) genopstår i samme område.

## Uddannelse
Der er to universiteter i Oxford: University of Oxford (i daglig tale Oxford University) og Oxford Brookes University. Derudover findes Ruskin College, som er det, der i Danmark svarer til et voksenuddannelsescenter.
Oxford er hjemsted for skoler, hvoraf mange modtager elever fra andre lande. Tre af dem er korinstitutioner, der blev stiftet med hensigten at uddanne drengekormedlemmer; disse har beholdt traditionen med undervisningen af kun ét køn. Eksamensresultaterne i de statsstyrede skoler er forsætligt under lands- og regionsgennemsnittet. Dog forbedres byens resultater, således at nu 44% af eleverne får mindst 5 A, B eller C-karakterer, hvilket svarer til hhv. 12, 10 og 7 på 7-trinsskalaen.

## Medier
Såvel som de landsdækkende BBC-radiostationer er Oxford og omegn hjemsted for adskillige stationer – herunder BBC Oxford, Heart Thames Valley, Glide FM, Jack FM og Oxford Student Radio. Desuden er der en lokal TV-station, Six TV, samt The Oxford Channel, der dog lukkede i april 2009.
Af de mest læste lokalaviser kan nævnes The Oxford Times (ugentlig, kompaktformat), dens søsteravis The Oxford Mail (daglig, tabloid) og The Oxford Star (gratisavis med mulighed for levering, tabloid) og Oxford Journal (ugentlig gratisavis, tabloid). Desuden har mange reklamebureauer hjemsted i Oxford.
Daily Information er en begivenheds- og reklameavis, der blev udgivet siden 1964 og nu også tilbyder en relateret hjemmeside.
Nightshift er et gratis månedligt magasin, der siden 1991 har dækket musikscenen i Oxford.

## Kultur